# Melanagromyza luthulii
Melanagromyza luthulii este o specie de muște din genul Melanagromyza, familia Agromyzidae, descrisă de Spencer în anul 1964. Conform Catalogue of Life specia Melanagromyza luthulii nu are subspecii cunoscute.